# زمانی که بازی قد علم می‌کند
زمانی که بازی قد علم می‌کند (به انگلیسی: When the Game Stands Tall) یک فیلم درام و ورزشی آمریکایی محصول سال ۲۰۱۴ به کارگردانی توماس کارتر است. داستان فیلم مربوط به یک رکورد ۱۵۱ بازی ۱۹۹۲–۲۰۰۳ فوتبال دبیرستانی است که توسط دبیرستان دی لا سال کنکورد، کالیفرنیا برنده شد. جیمز کاویزل در نقش مربی باب لادوسر، لورا درن در نقش بیو لادوسر، مایکل چکلیس در نقش دستیار مربی تری ایدسون و الکساندر لودویگ در نقش کریس رایان بازی می‌کنند. این فیلم اقتباسی از کتاب سال ۲۰۰۳ به همین نام اثر نیل هیز است که توسط کمپانی North Atlantic Books منتشر شد. سرمربی دی لا سال در ژانویه ۲۰۱۳ پس از برنده شدن آخرین قهرمانی ایالتی اوپن در دسامبر ۲۰۱۲ بازنشسته شد و این فیلم در ۲۲ اوت ۲۰۱۴ اکران شد. فیلمبرداری از ۲۲ آوریل ۲۰۱۳ آغاز شد و تا ۱۵ ژوئن ۲۰۱۳ ادامه یافت.
این فیلم در افتتاحیه آخر هفته اکران خود در ۲٫۶۷۳ سینما ۸٫۳۸۱٫۵۰۹ دلار فروخت و در رتبه پنجم قرار گرفت. و در پایان اکران خود ۳۰ میلیون و ۱۲۷ هزار و ۹۶۳ دلار فروش داشت.